# Beatrice Foods
Beatrice Foods Company è stata una multinazionale statunitense attiva nel settore alimentare e dei beni di consumo. 
Fondata nel 1894, l'azienda divenne uno dei più grandi conglomerati agroalimentari degli Stati Uniti, controllando numerosi marchi noti a livello internazionale, tra cui Tropicana, Playtex, Samsonite, Culligan e Avis. Nel 1987 fu acquisita dalla società di private equity Kohlberg Kravis Roberts & Co. e successivamente smembrata.

## Storia

### Origini
La Beatrice Creamery Company fu fondata nel 1894 da George Everett Haskell e William W. Bosworth, che presero in affitto lo stabilimento di un’azienda omonima fallita situata a Beatrice, Nebraska. Inizialmente, l’azienda acquistava burro, latte e uova da agricoltori locali, classificandoli per la rivendita. Successivamente iniziò a separare la panna direttamente nello stabilimento, producendo e confezionando il burro con il proprio marchio per la distribuzione. Per garantire la qualità dei prodotti, furono ideati imballaggi protettivi specifici e la distribuzione avveniva tramite carri aziendali e agenti commerciali. Per ovviare alla carenza di panna, furono istituite stazioni di scrematura presso cui i produttori consegnavano il latte per la separazione della panna, impiegata nella produzione di burro. Fu introdotto un innovativo programma di credito che forniva ai contadini separatori di panna per l’uso in fattoria, permettendo loro di trattenere il latte scremato come alimento per gli animali e di pagare i separatori con i ricavi derivanti dalla vendita della panna stessa. Tale iniziativa si rivelò efficace, tanto che tra il 1895 e il 1905 l’azienda vendette oltre 50.000 separatori in Nebraska. Il 1º marzo 1905 la società venne formalmente incorporata come Beatrice Creamery Company of Iowa, con un capitale sociale di 3 milioni di dollari. Nei primi anni del XX secolo, l’azienda estese la distribuzione dei prodotti lattiero-caseari su tutto il territorio degli Stati Uniti, e entro il 1910 gestiva nove caseifici e tre stabilimenti di gelato nelle Grandi Pianure.
Nel 1913 l’azienda si trasferì a Chicago, centro dell’industria alimentare americana. Negli anni Trenta divenne una grande azienda lattiero-casearia, producendo circa 30 milioni di galloni statunitensi (110 milioni di litri) di latte e 10 milioni di galloni (38 milioni di litri) di gelato ogni anno. Nel 1939 la Beatrice Creamery Company acquistò la Blue Valley Creamery Company, altro grande centro lattiero-caseario con sede a Chicago. Questa acquisizione aggiunse 11 caseifici da New York al South Dakota. Il marchio “Meadow Gold” di Beatrice era molto noto in gran parte dell’America all’inizio della seconda guerra mondiale. Nel 1946 la società cambiò nome in Beatrice Foods Co. Le vendite raddoppiarono tra il 1945 e il 1955, grazie al boom demografico post-bellico che aumentò la domanda di prodotti lattiero-caseari.

### Espansione
Nel 1968, Beatrice Foods avanzò un’offerta di acquisizione per John Sexton & Co., azienda allora controllata da Sexton Foods. L’interesse di Beatrice era motivato dalla solida rete di distribuzione di Sexton, dall’ampia gamma di prodotti a marchio privato, dalla specializzazione nell’offerta alimentare, dall’efficienza della forza vendita e dall’elevata redditività dell’impresa. Sebbene Mack Sexton, all’epoca dirigente dell’azienda, avesse inizialmente respinto la proposta, le trattative proseguirono fino al raggiungimento di un accordo. Il 20 dicembre 1968, Beatrice Foods completò l’acquisizione di John Sexton & Co., scambiando circa 375.000 azioni privilegiate convertibili del proprio capitale, per un valore complessivo di 37,5 milioni di dollari. Nell’ambito dell’intesa, Beatrice si impegnò a investire capitali per l’espansione della rete distributiva e per il lancio di una nuova linea di prodotti surgelati a marchio Sexton. Fu inoltre garantita la continuità gestionale dell’azienda, che rimase operativa come divisione indipendente all’interno del gruppo. La nuova struttura dirigenziale di John Sexton & Co. vedeva Mack Sexton, William Egan e William Sexton – figli rispettivamente di Franklin, Helen e Sherman Sexton – alla guida dell’impresa. Mack Sexton assunse anche la carica di vicepresidente e membro del consiglio di amministrazione di Beatrice Foods. L’acquisizione segnò l’ingresso di Beatrice nel settore del commercio all’ingrosso alimentare, mentre John Sexton & Co. entrò nel mercato dei prodotti surgelati.
Wallace Rasmussen ricoprì il ruolo di presidente e amministratore delegato di Beatrice Foods dal 1976 al 1980, anno in cui si ritirò dopo 47 anni di servizio all'interno dell'azienda. Durante il suo mandato, Beatrice ampliò significativamente il proprio portafoglio attraverso acquisizioni strategiche, tra cui quella di Tropicana Products, Inc.
Durante le Olimpiadi invernali ed estive del 1984, Beatrice Foods avviò una massiccia campagna pubblicitaria televisiva con l'obiettivo di rendere noto al pubblico che numerosi marchi di largo consumo appartenevano al gruppo. Gli spot televisivi utilizzavano lo slogan, accompagnato da un jingle, "We're Beatrice. You've known us all along" ("Siamo Beatrice. Ci conoscete da sempre"). Anche dopo la conclusione delle Olimpiadi, gli annunci pubblicitari proseguirono, concludendosi con la frase "We're Beatrice", accompagnata da una versione strumentale del jingle e con il logo rosso e bianco dell’azienda posizionato nell’angolo inferiore destro dello schermo. La campagna pubblicitaria, tuttavia, suscitò reazioni contrastanti. Alcuni consumatori reagirono negativamente alla scoperta che i loro marchi preferiti appartenevano a una grande multinazionale, percepita come distante. Un episodio particolarmente criticato fu la pronuncia errata del nome della città di origine dell’azienda in uno degli spot. A causa di queste reazioni, la campagna fu interrotta nell’autunno dello stesso anno.
In occasione dell’87ª assemblea annuale degli azionisti, tenutasi il 5 giugno 1984, venne proposta una modifica della denominazione sociale da Beatrice Foods Co. a Beatrice Companies, Inc.. Il cambio di nome fu motivato dalla crescente diversificazione delle attività aziendali, come indicato nel rapporto annuale del 29 febbraio 1984: "Riconoscendo questo chiaro allontanamento dal passato, proponiamo un nuovo nome per l’azienda [...] che rifletta la vasta gamma di aziende distinte di Beatrice, molte delle quali operano in settori completamente diversi dall’industria alimentare, pur mantenendo la reputazione di qualità dei prodotti e servizi."
Nel giugno 1984, Beatrice completò l’acquisizione della Esmark Inc., operazione che rientrava nella strategia aziendale di rafforzamento nei settori alimentare e dei beni di consumo. Oltre ai marchi Swift & Co. e Hunt-Wesson, l'acquisizione portò nel portafoglio del gruppo anche aziende come Avis Rent a Car, Playtex, Jensen Electronics e STP. Le risorse di Esmark in termini di brand, distribuzione, vendite e ricerca furono considerate funzionali al potenziamento della posizione di mercato di Beatrice. Secondo diversi analisti, l’acquisizione di Esmark, fortemente voluta dall’allora presidente e CEO James L. Dutt, comportò un significativo indebitamento per Beatrice, che contribuì all’abbassamento del suo rating creditizio e a una conseguente perdita di valore azionario.

### Cessioni di attività
Nel 1985, Beatrice Companies avviò una serie di dismissioni per ridurre l’indebitamento derivante dall’acquisizione di Esmark Inc.. Tra le prime operazioni vi fu la cessione della divisione chimica ad Imperial Chemical Industries. Quest’ultima comprendeva diverse unità aziendali, tra cui Stahl Finish, Paule Chemical, Polyvinyl Chemical Industries, Converters Ink Company e Thoro System Products. Nello stesso periodo, furono vendute anche altre divisioni non strategiche come Brillion Iron Works, World Dryer, STP e Buckingham Wine, distributore del whisky Cutty Sark.
Nel 1986, la società fu oggetto di un'importante operazione finanziaria: il fondo di investimento Kohlberg Kravis Roberts & Co. (KKR) completò un leveraged buyout da 8,7 miliardi di dollari, all’epoca il più grande nella storia. Nei quattro anni successivi, Beatrice fu progressivamente smembrata, con la vendita separata delle sue divisioni. Sempre nel 1986, le attività di imbottigliamento della Coca-Cola, acquisite da Beatrice nel 1981, furono vendute alla The Coca-Cola Company per un valore di 1 miliardo di dollari. Successivamente, queste operazioni furono riorganizzate nella Coca-Cola Enterprises Beatrice Bottled Water Division, i cui marchi – tra cui Arrowhead Drinking Water, Ozarka Drinking Water e Great Bear Drinking Water – furono poi ceduti alla società Perrier nel 1987.
Nel campo del marketing sportivo, Beatrice entrò nel mondo delle corse automobilistiche nel 1985, diventando sponsor principale del team Newman/Haas Racing, attivo nella serie americana CART e fondato da Carl Haas e dall’attore Paul Newman. L’azienda sponsorizzò anche il team Haas Lola in Formula 1. Tuttavia, entrambe le collaborazioni si conclusero a metà del 1986, a seguito di un cambio nella dirigenza dell’azienda.
Nel dicembre 1986, un gruppo di dirigenti della compagnia, in collaborazione con la banca d'investimento Drexel Burnham Lambert, acquisì tramite leveraged buyout la società International Playtex, Inc., formando la nuova entità privata Playtex Holdings. Questa comprendeva vari marchi precedentemente appartenenti a Esmark, come Max Factor, Playtex Living Gloves, Playtex Products, Almay, Jhirmack e Halston/Orlane.
Sempre nello stesso mese, la divisione lattiero-casearia di Beatrice, Beatrice Dairy Products, che includeva i marchi Meadow Gold, Hotel Bar Butter, Keller’s Butter, Mountain High Yogurt e Viva Milk Products, fu ceduta a Borden, Inc. per 315 milioni di dollari. Tra le altre dismissioni del 1986 si annoverano anche Americold e Danskin.

### Riorganizzazione finale e cessione delle attività
Nel giugno 1987, diversi marchi appartenenti a Beatrice, tra cui Samsonite, Culligan, Stiffel Lamps, Del Mar Window Coverings, Louver Drape Window Coverings, Aristokraft Kitchen Cabinets, Day-Timer, Waterloo Industries Tool Boxes, Aunt Nellie’s e Martha White, furono consolidati in una nuova entità denominata E-II Holdings. Questa holding fu creata per gestire le attività non alimentari e specializzate di Beatrice e fu successivamente acquistata da American Brands per 1,14 miliardi di dollari. Nel 1988, l'imprenditore Meshulam Riklis rilevò E-II da American Brands, che successivamente riacquisì alcuni marchi, tra cui Aristokraft, Day-Timer, Waterloo, Twentieth Century e Vogel Peterson.
Nel 1988, Beatrice completò la vendita della Tropicana Products alla Seagram Company per 1,2 miliardi di dollari.
Nel 1987, tutte le operazioni internazionali di Beatrice furono riunite sotto la controllata Beatrice International Holdings, che nello stesso anno fu acquisita per 985 milioni di dollari tramite un finanziamento ad alto rischio (junk bond) dall’avvocato e imprenditore Reginald Lewis. L’operazione diede vita a TLC Beatrice International, che divenne la più grande azienda americana a conduzione afroamericana e la prima società statunitense con un dirigente nero a superare il miliardo di dollari in vendite. TLC Beatrice vendette la controllata canadese Beatrice Foods Canada Ltd. alla società Onyx nel 1990, la quale, a sua volta, la cedette al gruppo Parmalat nel 1997.
Sempre nel 1987, KKR istituì una nuova società chiamata Beatrice Company, destinata a mantenere le attività principali nel settore alimentare, tra cui Beatrice Cheese, Beatrice-Hunt/Wesson e Swift-Eckrich. Nel 1990, KKR vendette Beatrice Company alla Conagra Brands, che ne incorporò i marchi nel proprio portafoglio.

## Marchi passati
Elenco dei principali marchi di produzione che erano soggetti al controllo dell’azienda Beatrice Foods:
- Acqua distillata e di sorgente Absopure
- Accurate Threaded Fasteners (bulloneria)
- Prodotti per la casa e il tempo libero Acryon
- Advanced Nutrition Formula / Prodotti agricoli
- Giocattoli A.H. Schwab per bambini
- A.J. ten Doesschate, Paesi Bassi
- Airstream (veicoli ricreazionali)
- Abbigliamento sportivo Allison
- Abbigliamento per il tempo libero All-Pro
- Altoids (caramelle)
- American Hostess (gelati)
- American Pickles (sottaceti)
- Prodotti alimentari Antoine's
- Attrezzi da giardinaggio Aqua Queen
- Veicoli ricreazionali Argosy
- Mobili Arist O’ Kraft
- Armitage Realty Co. (immobiliare)
- Arrowhead Water
- Prodotti vinicoli Assumption Abbey
- Prodotti alimentari Aunt Nellie’s
- Veicoli ricreazionali Avan
- Avis Rent A Car System
- Attrezzature per pittura Banner
- Biscotti Barbara Dee
- Miscele per bevande Barcrest
- Prodotti lattiero-caseari e aromi Beatreme
- Prodotti lattiero-caseari Beatrice
- Biscotti Becky Kay’s
- Specialità di carne Beefbreak
- Specialità di carne Beeforcan
- Accessori bagno Beneke
- Attrezzature per pittura Best Jet
- Prodotti alimentari Bickford
- Carni speciali Bighorn
- Carni speciali Big Pete
- Bireley’s (bevanda all’arancia, Asahi Soft Drinks)
- Bloomfield Industries
- Condimenti Blue Ribbon
- Blue Valley Creamery Company
- Accessori idraulici Body Shaper
- Accessori per armadi Bogene
- Prodotti alimentari Boizet
- Mini camper Bonanza
- Snack per gatti Binkers
- Barbecue Bosman
- Caramelle Bowers
- Burro Bredan
- Caramelle Brenner
- Brillion Iron Works
- Prodotti vinicoli Brookside
- Condimenti Brown Miller
- Brown 'N Serve (panini precotti)
- Attrezzature idrauliche Bubble Stream
- Burny Bros. Bakery
- Butterball (prodotti a base di tacchino)
- Butterchef Bakery
- Prodotti da forno Buttercrust
- Accessori in pelle Buxton
- Barbecue Byrons
- Miscele per bevande California Products
- Abbigliamento sportivo Campus Casuals
- Prodotti alimentari Captain Kids
- Borse da viaggio Cartwheels
- Accessori per mobili CCA
- Abbigliamento scolastico e religioso Chapelcord
- Barbecue e prodotti da esterno Charmglow
- Bevande Checkers
- Vini rossi Chicago
- Attrezzi idraulici speciali Chicago
- Condimenti Churngold
- Condimenti e sciroppi per fontane Cincinnati Fruit
- Miscele per bevande Citro Crest
- Caramelle Clark
- Borse da viaggio Classic
- Patatine Classy Crisps
- Colonial Cookies (Canada)
- Colorado By-Products (prodotti agricoli)
- Converts Ink CONCO
- Cremo Limited (Giamaica)
- Attrezzature barbecue Cook n' Cajun
- Prodotti alimentari Costello’s
- Prodotti da forno Country Hearth
- Formaggi County Line
- Specialità di carne Cow Boy Jo’s
- Culligan (trattamento acqua)
- C.W. (sottaceti)
- Dannon yogurt
- Day-Timers (organizer e agende)
- Eckrich (carni e salumi)
- E.R. Moore Co.
- Etablissements Baud (Parigi, Francia)
- Farboil Paint Co. (vernici)
- Fibreite Composites
- Franprix (catena di supermercati)
- Cibi messicani Gebhardt
- Geerpres (attrezzature di pulizia)
- Good & Plenty (caramelle)
- Harman Kardon (elettronica audio)
- Hart Skis (sci)
- Helados Calatayud (gelati – Spagna)
- Henry Berry & Co. (Australia)
- Hunt’s (conserve e condimenti)
- Lubrificanti Imperial Oil & Grease
- JH Rhodes
- Jolly Rancher (caramelle)
- Kalise Menorquina (gelati – Spagna)
- Kobey’s
- Krispy Kreme (ciambelle)
- La Choy (cucina asiatica americana)
- Lakeview Pure Milk, Ltd.
- Biscotti Little Brownie
- Tende e veneziane LouverDrape
- Confetture, gelatine e sottaceti Ma Brown
- Olive Mario
- Market Forge Industries Inc.
- Martha White (farine e preparati)
- Mantecados Payco, Inc. (Porto Rico)
- Melnor (attrezzi da giardino)
- Meadow Gold (prodotti lattiero-caseari)
- Mid-America Container (imballaggi)
- Milk Duds (caramelle)
- Monson Printing & Monroe Paper Company
- Morgan Yacht Company
- Mrs. Leland’s Candy
- Murray Sugar Free Cookies (biscotti)
- Now and Later (caramelle)
- Orville Redenbacher’s (popcorn)
- Ozarka Spring Water Company
- Patra Holdings Pty., Ltd. (Australia)
- Pauly of Wisconsin (formaggi)
- Peter Pan (burro di arachidi)
- Pfister & Vogel (pelletteria)
- Pik-Nik (patatine fritte)
- Playtex (cura personale e intimo)
- Polyvinyl Chemical Group
- Premier Ice Cream Co. (Danimarca)
- Red Tulip (Australia)
- Reddi-Wip (panna spray)
- Regal Packer (prodotti agricoli)
- Rosarita (cibo messicano)
- Rudolph Foods
- Rusty Jones (antiruggine per auto)
- Samsonite (valigeria)
- Sanson Gelati S.p.A. (Italia)
- Sap’s Donuts
- Sexton Foods
- Shedd’s Country Crock (margarina e spalmabili)
- Snowco
- Soup Starter (preparati per zuppe)
- Stahl Finish (vernici e finiture)
- Stiffel Lamps
- Swift Ice Cream
- Swift's Premium (carni)
- Swiss Miss (cioccolata calda)
- Switzer (liquirizia)
- Taylor Freezer Corporation
- Termicold
- THORO (prodotti impermeabilizzanti)
- Treasure Cave (formaggi blu)
- Tropicana (succhi di frutta)
- Utah By-Products (prodotti agricoli)
- V-H Quality Foods (Canada)
- Vigortone (prodotti agricoli)
- Vogel-Peterson
- Wells Manufacturing
- Western By-Products (prodotti agricoli)
- Waterloo Industries, Inc.
- Wesson (olio da cucina)
- World Dryer (asciugamani elettrici)